# Carlito
Carlos Edwin Colón Coates Jr. (San Juan, 21 de febrero de 1979), conocido como Carlito, es un luchador profesional puertorriqueño. que trabajó para la empresa estadounidense WWE. Su padre es Carlos Colón, uno de los luchadores más reconocidos en Puerto Rico, miembro del Salón de la Fama de WWE, y dueño de la WWC. Adicionalmente, su hermano es Eddie Colón y su primo Orlando Colón, ambos luchadores.
Carlito es 18 veces Campeón Mundial al ganar una vez el Campeonato Mundial WAR en WAR Wrestling Alliance Revolution, y al ser 17 veces el Campeón Universal de la WWC siendo este un récord mundial, ya que es mayor veces campeón mundial que John Cena y Ric Flair, pero estos campeonatos mundiales no son considerados como tales por la prensa especializada. Además es una vez Campeón Intercontinental de WWE, Campeón de los Estados Unidos de WWE, Campeón Mundial en Parejas y Campeón en Parejas de WWE junto a Primo Colón. 
Otros de sus logros incluyen un reinado como Campeón Imperial de la empresa sudamericana Imperio Lucha Libre, y otro como Campeón Indiscutido de la empresa Millennium Wrestling Federation.

## Carrera

### World Wrestling Council

#### 1999-2003
Él tuvo un feudo muy largo con Ray González mientras trabajó en la WWC. Durante su feudo ellos cambiaron el WWC Campeonato Universal numerosas veces. Originalmente el rol de Colón era defender el legado de su padre. Durante su primera batalla en WWC enfrentó a estrellas internacionales como Abdullah The Butcher, Konnan, Psicosis y Mike Awesome. Cuando el firmó un contrato con la WWE, el comenzó luchando en la OVW como heel. Con su cambio de face a heel, él tuvo problemas con su hermano y su padre, iniciando un feudo con su hermano Eddie Colón.

#### 2006-2020
En 2006, Carlito continúa luchando en ocasiones especiales. El 16 de diciembre de 2007, él ganó el WWC Campeonato Universal de Peso Pesado, en el evento de la WWC Lockout donde derrotó a Jon Heidenreich ganando el campeonato. Pero Carlito debió dejar el campeonato la misma noche, debido a compromisos de contratos con la WWE, el título fue devuelto a Heidenreich. En 2007 Ray Gonzalez quien regresa luego de seis años y exige un encuentro para Aniversario 2008 contra Carlito. En enero de 2010 Carlito estuvo en el evento Euphoria luchando contra Ricky Banderas y Ray Gonzalez por la Copa del luchador de la Década, ganando González. En julio de 2010 Carlito regresa a WWC luchando en el evento Aniversaro 2010 durante el tour del evento Carlito se unió a su hermano Primo para luchar en parejas contra Thunder y Lighting, ganando Carlito y Primo. Luego Carlito tuvo su segunda lucha en el tour de Aniversario enfrentándose a Booker T y Ricky Banderas en un 'three faces of fear' ganando Ricky banderas. La semana siguiente Carlito se enfrentó a Vampiro, dónde se llevó la victoria.

### World Wrestling Entertainment

#### Ohio Valley Wrestling (2003-2004)
En junio de 2003, Carly Colón firmó un contrato con la WWE y fue enviado a la Ohio Valley Wrestling (OVW), el territorio de entrenamiento de la WWE el 2 de junio. En la OVW, Carlito fue asesorado por Kenny Bolin, quien fue su mánager. El 15 de diciembre, Carly fue puesto en una lucha no transmitida antes de RAW, donde fue pareja de Brent Dail para enfrentar a Bart Gunn y Jim Steele.
Durante su paso por la OVW, Colón siguió luchando en WWC. En abril de 2004, la WWE pactó una lucha entre él y Abyss, quien era superestrella de la TNA, lucha que tuvo lugar en Puerto Rico.

#### 2004-2005
El 7 de octubre de 2004, Colón debutó en SmackDown! bajo el nombre de Carlito Caribbean Cool y derrotó a John Cena ganando el Campeonato de los Estados Unidos. Con esto se transformó en uno de los pocos en ganar un campeonato en su debut. Colón se unió con otro debutante, Jesús, quien fue su guardaespaldas, comenzando un feudo con John Cena, atacando ambos a Cena en un club nocturno, lesionándole (Kayfabe). Colón retuvo el título durante un mes, perdiéndolo frente a Cena. En Survivor Series formó parte del Team Angle (Kurt Angle, Mark Jindrak, Luther Reigns & Carlito) perdiendo contra el Team Guerrero (Eddie Guerrero, Rob Van Dam, Big Show & John Cena), pero abandono la lucha antes de que esta comenzara. Tras esto, a causa de una lesión de hombro, tuvo un papel como no luchador, apareciendo en WrestleMania 21, interrumpiendo el "Piper's Pit" de Roddy Piper, siendo atacado por el entevistado de Piper, Steve Austin. Luego Carlito creó su sección de entrevistas, llamada Carlito's Cabana, iniciado en abril de 2005 y empezando un feudo con Big Show, derrotándole en Judgement Day con la ayuda de Matt Morgan.
Carlito fue trasladado a RAW por el Draft, ganando el Campeonato Intercontinental de Shelton Benjamin en su debut en RAW, reteniéndolo ante el mismo en Vengeance. Tras esto, tuvo breves feudos con John Cena, Shawn Michaels y con Ric Flair, a quien se enfrentó en Unforgiven, perdiendo el título ante Flair. Lo intentó recuperar al día siguiente, pero fue derrotado, por lo que hizo una alianza con Chris Masters. Luego tuvo un feudo con Mick Foley, a quien se enfrentó en Taboo Tuesday, siendo Carlito derrotado. En Survivor Series el Team SmackDown (Batista, Randy Orton, Rey Mysterio, John "Bradshaw" Layfield & Bobby Lashley) derrotaron al Team RAW (Shawn Michaels, The Big Show, Kane, Carlito & Chris Masters).

#### 2006
A finales del año 2005, Carlito intentó conseguir el Campeonato de WWE, luchando en la Elimination Chamber de New Year's Revolution, donde eliminó a Shawn Michaels, Kane y Chris Masters, pero fue el último eliminado por el campeón John Cena. Tras esto, empezó un feudo con Masters al eliminarle en la Chamber y en el Royal Rumble, pero ambos lucharon contra los Campeones Mundiales en Parejas Kane & Big Show en WrestleMania 22, aunque perdieron. Dos semanas después en Raw Carlito atacó a Chris Masters volviéndose Face. Su feudo finalizó en Backlash, donde Carlito derrotó a Masters. En Vengeance se enfrentó a Johnny Nitro y Shelton Benjamin en una lucha por el Campeonato Intercontinental de Benjamin, ganando la lucha Nitro.

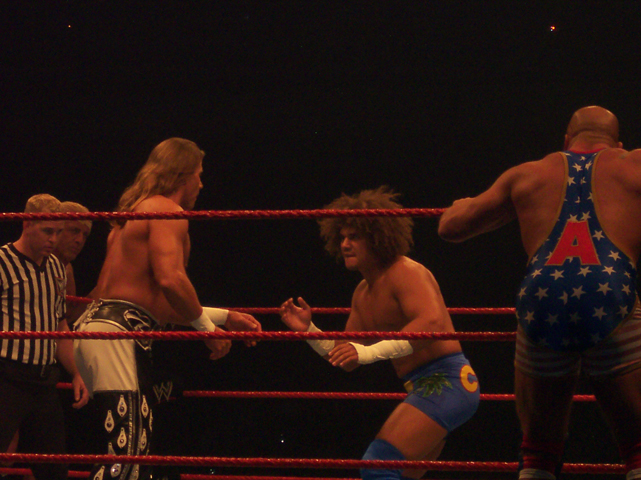
Carlito durante un combate contra Shawn Michaels en un evento en vivo, 2006. Kurt Angle se encuentra de espaldas en la esquina inferior.

Luego tuvo una relación con Trish Stratus y un feudo con Randy Orton cuando Orton atacó a Trish Stratus tras bastidores. Ambos se enfrentaron en Unforgiven y luego en un episodio de RAW, peleas que perdió Carlito. Este feudo terminó cuando Carlito derrotó a Orton en el evento Tribute to the Troops. En los últimos meses del mismo año, Carlito intentó recuperar el Campeonato Intercontinental retando a Jeff Hardy, Shelton Benjamin y Johnny Nitro. En Cyber Sunday 2006, Carlito enfrentó a Jeff Hardy por el Campeonato Intercontiental, pero perdió la lucha.
Carlito se transformó entonces en un caza Divas, inicialmente con Trish Stratus, Guli Fromvote,Gala Horapasada,y más reciente, con Torrie Wilson, quien fue su novia (kayfabe). También habría participado de un Feudo con Ber y Geri. En diciembre, Carlito y Chris Masters iniciaron un feudo que incluyó a Jerry 'The King' Lawler.

#### 2007-2008

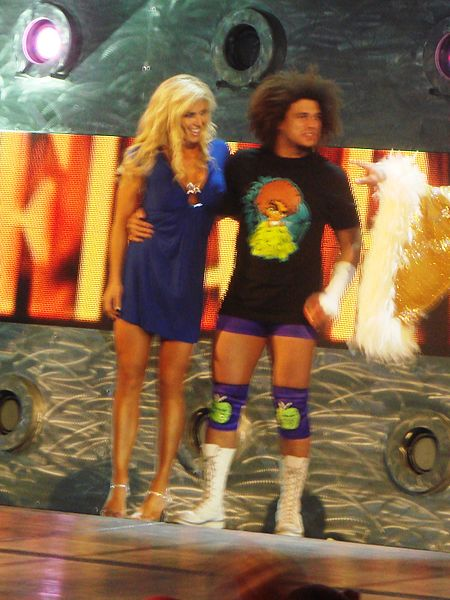
Carlito con Torrie Wilson durante un evento en 2007.

Carlito fue derrotado en New Year's Revolution 2007 por Chris Masters y participó en la Royal Rumble, donde fue eliminado por The Great Khali. Después tuvo un feudo con Ric Flair, luchando contra él en una lucha clasificatoria para el Money in the Bank de WrestleMania 23, pero ambos perdieron al ser atacados por The Great Khali. Tras esto, los dos lucharon en una Battle Royal por el puesto, pero al final la ganó Edge. En WrestleMania 23 participó en el dark match junto a Flair, derrotando a Gregory Helms y Chavo Guerrero. Tras perder una lucha en RAW para ser contendientes por los Campeonatos Mundiales en Parejas de WWE Carlito atacó a Flair, rompió su relación con Torrie Wilson y volvió a ser heel. Finalmente, Carlito fue derrotado por Flair en Judgment Day.
Después del Draft, inició un feudo con The Sandman, a quien derrotó en Great American Bash. En SummerSlam se enfrentó al Campeón Intercontinental Umaga y a Mr. Kennedy, ganando la lucha Umaga. Después de esto tuvo un feudo con Triple H, luchando con él en multitud de combates e interfiriendo en otros para costarle la victoria. En Unforgiven perdió una lucha ante Triple H en donde Carlito no sería descalificado al usar armas. Después de eso luchó junto a Mr. McMahon contra Triple H en una lucha en jaula en desventaja, la cual ganaron los primeros. En el XV RAW Anniversary se enfrentó a Jeff Hardy por el Campeonato Intercontinental en un Ladder Match, reteniendo Hardy el título.
A finales de año empezó a hacer pareja con Santino Marella, consiguiendo victorias sobre Paul London & Brian Kendrick, la consiguiendo oportunidades por los Campeonatos Mundiales en Parejas de WWE de Cody Rhodes y Hardcore Holly, pero no les ganaron. En Royal Rumble ambos fueron eliminados, siendo Carlito eliminado por John Cena. También participó en Wrestlemania XXIV en el Money in the Bank, pero no la ganó. En el Supplemetal Draft 2008 fue transferido a SmackDown!, rompiendo la pareja con Marella.

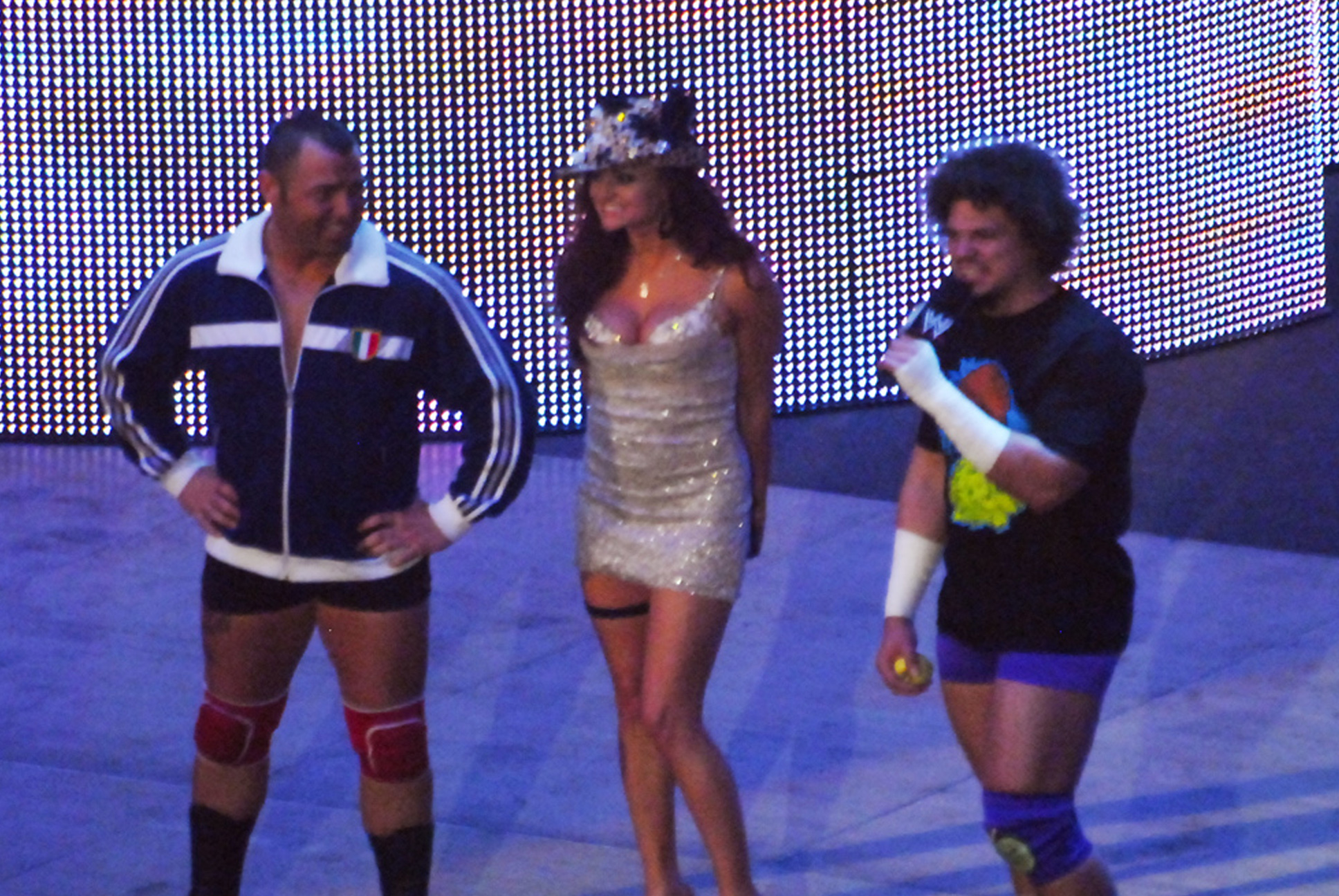
De izquierda a derecha: Santino Marella, Maria y Carlito en 2008.

Re-debutó en la marca el 12 de septiembre como face en una lucha junto a su hermano Primo Colón, derrotando a Curt Hawkins & Zack Ryder. Volvieron a derrotarlos junto a Primo, esta vez en las grabaciones de SmackDown! el 21 de septiembre de 2008, las cuales fueron emitidas el 26 de septiembre de 2008, ganando el Campeonato en Parejas de WWE.
A la semana siguiente después de derrotar a Hawkins y Ryder en la revancha por los campeonatos, empezaron a tener unas cuantas victorias en parejas, hasta que entraría en un Feudo con The Brian Kendrick y su guardaespaldas Ezekiel causando una serie de derrotas consecutivas tanto en parejas como individualmente, en la edición de SmackDown! del 26 de diciembre logró derrotar a Brian Kendrick luego de una gran racha negativa.

#### 2009-2010, 2014
Comenzando el año defendió exitosamente los Campeonatos en Parejas de WWE luego de derrotar a The Brian Kendrick y a Ezekiel siendo esta su primera victoria sobre el dúo. Participó en el Royal Rumble entrando en tercera posición y siendo eliminado en la misma posición por Vladimir Kozlov.

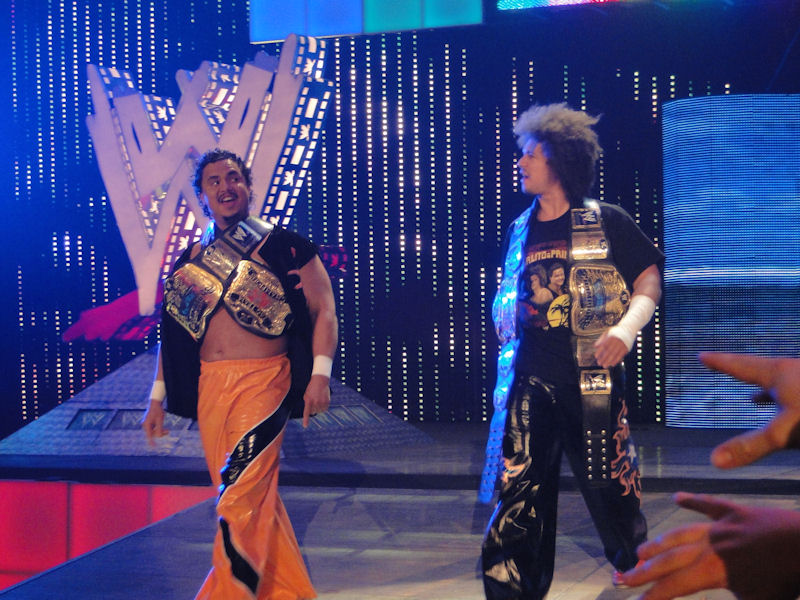
Primo y Carlito como Campeones Unificados en Parejas de WWE, 2009.

Durante febrero y marzo Carlito & Primo empezaron un feudo con John Morrison & The Miz alrededor de The Bella Twins, peleando en numerosas ocasiones contra ellos, apostando tanto el Campeonato en Parejas de WWE de Carlito & Primo como el Campeonato Mundial en Pareja de Morrison & Miz. En WrestleMania XXV, ambos campeonatos estuvieron en juego, con victoria para Carlito & Primo, siendo reconocidos como los primeros Campeones Unificados en Parejas de WWE.
El 15 de abril de 2009, fue enviado a la marca RAW por el draft suplementrario. En The Bash perdieron los títulos ante Edge y Chris Jericho en una lucha que también estaban involucrados Ted DiBiase y Cody Rhodes. Las dos semanas siguientes tuvieron una lucha frente a los nuevos campeones Edge y Jericho, siendo derrotados de nuevo, Carlito cambió a heel al atacar a su hermano tras la derrota, empezando una rivalidad con el. En Night of Champions participó en un Six Pack Challenge por el Campeonato de los Estados Unidos donde también participaron The Miz, Jack Swagger, Primo Colon, MVP y el campeón Kofi Kingston, pero no logró ganar. El 1 de diciembre regresó después de parar varios meses inactivo, perdiendo ante John Cena. Tras esto, empezó un feudo con Chris Masters alrededor de su novia, Eve.
Participó en Royal Rumble, entrando como el #15, pero fue eliminado por Shawn Michaels. Luego fue asignado Pro de Michael Tarver en NXT. Participó en una Battle Royal en WrestleMania XXVI, pero no logró ganar. Tras esto, se volvió a unir a su hermano Primo, formando de nuevo The Colons como heel cuando atacaron a R-Truth por orden de Ted DiBiase. Sin embargo, el equipo se disolvió el 21 de mayo. Carlito fue despedido de la empresa.
Apareció el 6 de abril de 2014 en la ceremonia del salón de la fama 2014 exaltando a su padre al salón de la fama junto a Primo y Épico.

### Circuito independiente (2010-2019)
Tras su liberación, Colón comenzó a aceptar las fechas a trabajar para promociones independientes como World Wrestling Council (WWC) en la cual luchó en el evento Aniversario contra Ricky El Mega Campeón. También derrotó el 27 de noviembre a Shelton Benjamin, ganando el Campeonato Universal Peso Pesado de la WWC. Sin embargo, lo perdió el 8 de enero ante Ricky el Mesias después de una interferencia de Shane Sewell. En febrero de 2011, participó en el eventio de la NWA Southwest in Texas, donde participó en una lucha contra Adam Pearce por el Campeonato Mundial Peso Pesado de la NWA, pero fue derrotado. El 4 de marzo, Colón hizo su debut en la Asistencia Asesoría y Administración (AAA) bajo el nombre de Carlito Caribbean Cool. En su debut, derrotó a Decnnis, Jack Evans y Ozz para pasar a la final del torneo Rey de Reyes. En la final se enfrentó a Extreme Tiger, L.A. Park y El Mesias, ganando Tiger. Una semana antes, derrotó a Steve Corino, ganando el Campeonato Universal Peso Pesado de la WWC. El 17 de julio de 2011, en Aniversario, tuvo su primera defensa contra Abyss. En el evento, Savio Vega realizó una promo, empezando un feudo entre las dos promociones de Puerto Rico, WWC y la International Wrestling Association. Sin embargo, esta cooperación no dio sus frutos por las diferencias administrativas entre ambas promociones.

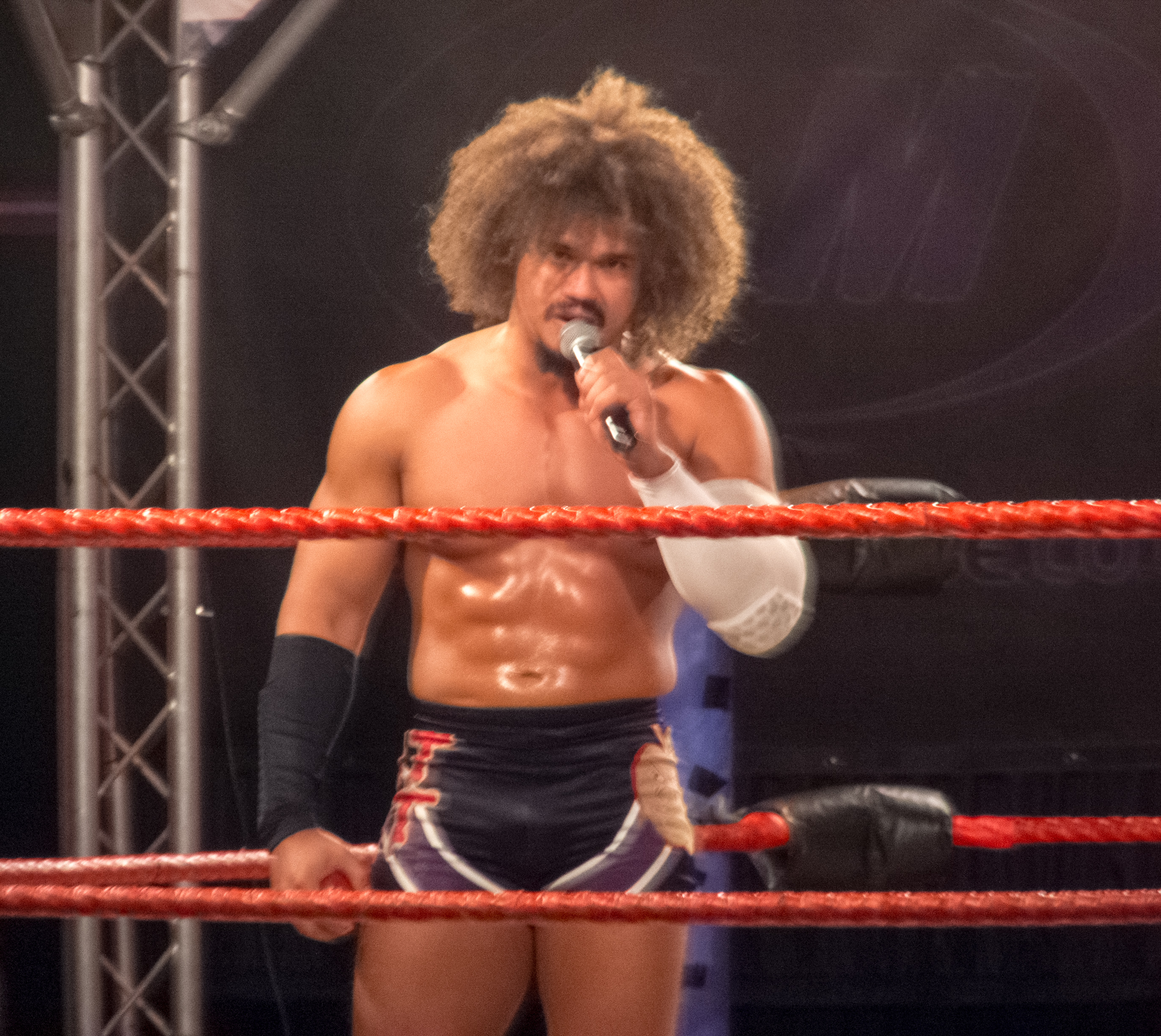
Carlito en 2012.

El 28 de octubre, hizo pareja con su hermano Primo para enfrentarse a Gilbert & Orlando Colón. Al día siguiente, retuvo el título ante Chris Masters. En Euforia 2012, se enfrentó en la revancha a Ricky Banderas, pero quedaron empate por falta de tiempo. También apareció en la empresa World Wrestling Fan Xperience (WWFX) en el evento Champions Showcase Tour en Manila, Filipinas el 4 de febrero de 2012, luchando como Carlitos. Colón perdió el título ante Gilbert en Noche de Campeones 2012 y perdió en la revancha en Camino a la Gloria. En ese mismo evento, él y Ray González recibieron una invitación para unirse a La Nueva Familia, una reencarnación de La Familia del Milenio, por Félix "Barrabás" López. El 12 de mayo, rechazó su invitación escupiéndole una manzana, por lo que López le ordenó a Thunder & Lightning que les atacaran durante un combate por una oportunidad titular.
En Aniversario 2012, Colón & González derrotaron a Thunder and Lightning, desenmascarándoles por primera vez en su carrera. Volvieron a enfrentarse a ellos, pero perdieron por descalificación. En septiembre Negro, tuvieron su tercer y último combate, durante el cual Carlito giró a heel y traicionó a González, perdiendo el combate y siendo despedido. El 6 de octubre, ganó el Campeonato Peso Pesado de la FWE al derrotar al excampeón Tommy Dreamer y Mike Knox en el evento principal del primer evento de la empresa House of Hardcore. El 16 de febrero de 2013, defendió el Campeonato de la FWE en un TLC ante el excampeón Tommy Dreamer y Matt Hardy. El 21 de junio de 2013, perdió el título ante John Morrison en FWE Welcome to The Rumble II.

### Regreso a WWE (2021-2025)
Apareció como el número 8 en el Royal Rumble del 2021. En el Monday Night RAW posterior a Royal Rumble, luchó Como Face junto a Jeff Hardy un combate Tag Team donde derrotaron a Elias y Jaxson Ryker en su primer combate en más de 10 años en Raw. El 23 de febrero desveló en una entrevista con Hugo Savinovich que no había firmado todavía con la WWE a pesar de tener el contrato sobre la mesa, pues alegó que el salario que le ofrecieron no era digno y que no iba a aceptar dicha oferta.
El sábado 6 de mayo de 2023 apareció en Backlash interviniendo a favor de Bad Bunny en su combate con Damien Priest.
El 7 de octubre de 2023, Carlito hizo su regreso a tiempo completo a la empresa oficialmente, en el evento Fastlane sirviendo como compañero para su equipo con Rey Mysterio y Santos Escobar en una lucha en contra de Bobby Lashley y The Street Profits.
El 1 de junio de 2025, Carlito confirmó que su contrato con la WWE expiraba en dos semanas y no sería renovado.

### Segundo regreso a WWC (2025-presente)
El 31 de mayo de 2025, Carlito regresó a WWC en Summer Madness, donde derrotó a Ray González para ganar el Campeonato Peso Pesado de Puerto Rico de la WWC por segunda vez.

## Campeonatos y logros
- Qatar Pro Wrestling

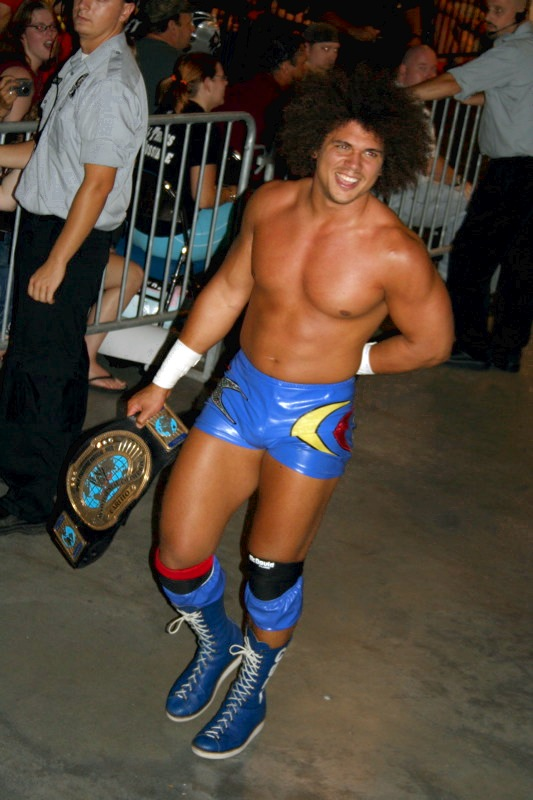
Carlito como campeón Intercontinental

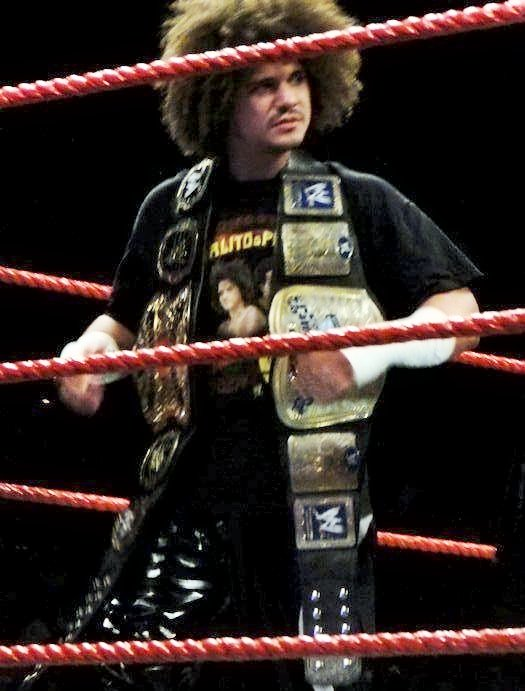
Carlito como campeón unificado en parejas de WWE

  - QPW Tag Team Champion (1 vez, actual) - con Chris Masters[14]

- World Wrestling Entertainment
  - WWE United States Championship (1 vez)[15]
  - WWE Intercontinental Championship (1 vez)[16]
  - WWE Tag Team Championship (1 vez) – con Primo[17]
  - World Tag Team Championship (1 vez) – con Primo[18]

- World Wrestling Council
  - WWC Puerto Rico Heavyweight Championship (2 veces)
  - WWC Universal Heavyweight Championship (17 veces)
  - WWC World Tag Team Championship (2 veces) – con Eddie Colón (1) y Konnan (1)[19]

- Wrestling Alliance Revolution
  - WAR World Heavyweight Championship (1 vez)

- Imperio Lucha Libre
  - Imperio World Championship (1 vez)[20]
- Big Time Wrestling
  - BTW Championship (1 vez)[21]

- Family Wrestling Entertainment
  - FWE Heavyweight Championship (1 vez)

- First Wrestling Society
  - 1WS World Heavyweight Championship (1 vez, actual)[22]

- Funking Conservatory
  - FC Television Championship (1 vez)[23]

- Magnum Pro Wrestling
  - Magnum Heavyweight Championship (1 vez)[24]

- Millennium Wrestling Federation
  - MWF Undisputed Championship (1 vez, actual)

- Puerto Rico Wrestling
  - Tag Team of the Year (2008) - con Primo[25]

- Pro Wrestling Illustrated
  - Situado en el Nº115 en los PWI 500 del 2003[26]
  - Situado en el Nº166 en los PWI 500 del 2004[27]
  - Situado en el Nº41 en los PWI 500 del 2005[28]
  - Situado en el Nº27 en los PWI 500 del 2006[29]
  - Situado en el Nº41 en los PWI 500 del 2007[30]
  - Situado en el Nº63 en los PWI 500 del 2008[31]
  - Situado en el Nº64 en los PWI 500 del 2009
  - Situado en el Nº94 en los PWI 500 de 2010[32]
  - Situado en el Nº87 en los PWI 500 de 2011[33]
  - Situado en el Nº96 en los PWI 500 de 2012[34]
  - Situado en el Nº274 en los PWI 500 de 2013[35]

## Luchas de Apuestas
| Ganador (apuesta)                      | Perdedor (apuesta)             | Ubicación            | Evento             | Fecha                   | Notas  |
| -------------------------------------- | ------------------------------ | -------------------- | ------------------ | ----------------------- | ------ |
| Carly Colón & Ray González (cabellera) | Thunder & Lightning (máscaras) | Bayamón, Puerto Rico | WWC Aniversario 39 | 01 de julio de 2012     | [ 36 ] |
| Carly Colón (cabellera)                | Ray González (cabellera)       | Bayamón, Puerto Rico | WWC Lockout        | 09 de diciembre de 2012 | [ 37 ] |
| Carly Colón (cabellera)                | Rey Fénix (máscara)            | Bayamón, Puerto Rico | WWC Crossfire      | 16 de noviembre de 2013 | [ 38 ] |